# Louane
Anne Peichert, művésznevén Louane Emera, vagy csak Louane (Hénin-Beaumont, 1996. november 26.–) César-díjas francia énekesnő, dalszerző és színésznő. 
Ő képviselte Franciaországot a 2025-ös Eurovíziós Dalfesztiválon Bázelben, a Maman című dalával. Játszott A Bélier család című filmben, amelyért César- és Lumières-díjat nyert.

## Élete
Louane Hénin-Beaumontban nőtt fel négy lány és egy fiútestvérével együtt. Édesapja, Jean-Pierre Peichert egy lengyel anya és egy német apa gyermeke, míg édesanyja, Isabel Pinto dos Santos egy brazil anya és egy portugál apa lánya.
2008-ban Louane Emera részt vett a L'École des stars-en, egy francia versenyen, amely a Direct 8 csatornáján szerepelt.
Louane árva. Az Imagine című kiadványát az apjának szentelte, aki mindössze három hónappal a The Voice-ban való szereplése előtt halt meg, míg édesanyja hosszas betegség után hunyt el 2014-ben. Louane azt nyilatkozta, hogy sokat tanul szüleitől a fegyelemről, és mindig szeretettel kezelték.

## Karrierje
2013-ban bekerült a The Voice második évadjába. William Sheller Un homme heureux című dalával lépett fel először. A vak meghallgatást 2013. február 16-án sugározták. Az élő adásban Michel Legrand Les moulins de mon cœur-jét énekelte, és a közönségszavazásnak köszönhetően jutott tovább. 2013. április 27-én Carly Rae Jepsen Call Me Maybe című dalával szerepelt a műsorban, és a mentora juttatta tovább. Ekkor összesen 74 pontot kapott, míg ellenfele, Loïs 76-ot, ennek következtében Louane kiesett a műsorból és az 5–8. helyen végzett.
Éric Lartigau a The Voice-ban való megjelenése után felfigyelt rá, és A Bélier család című filmben ráoszotta Paula, a 16 éves lány szerepét, aki az egyedüli halló személy a siket családban. A filmben több Michel Sardou-dalt énekelt. A filmszerepnek köszönhetően megnyerte a legígéretesebb színésznő címet a César-díj 40. átadóján.
2015. február 5-én Jessie J előzenekaraként lépett fel Párizsban. A Chambre 12 debütáló stúdióalbuma 2015. március 2-án jelent meg, nagy sikert aratott. Az Avenir című kislemeze a francia listákon is szerepelt.
2017-ben közreműködött It Won’t Kill Ya című dalban, amely The Chainsmokers Memories...Do Not Open című debütáló albumán jelent meg. 2021. szeptember 1-jén, a Pokémon 25 projekt részeként kiadta Game Girl című dalát, amelynek címe egy szójáték a Game Boy nevével.
2025. január 30-án a France Télévisions bejelentette, hogy az énekesnő képviseli Franciaországot a 2025-ös Eurovíziós Dalfesztiválon Bázelben, a Maman című dallal. A verseny május 17-én rendezett döntőjében a hetedik helyen végzett.

## Filmográfia
| Év   | Magyar cím      | Eredeti cím       | Szerep       | Magyar hang   |
| ---- | --------------- | ----------------- | ------------ | ------------- |
| 2014 | A Bélier család | La Famille Bélier | Paula Bélier | Czető Zsanett |

## Diszkográfia

### Albumok
| Cím | Részletek                                                                                             | Slágerlistás helyezés | Slágerlistás helyezés | Slágerlistás helyezés | Slágerlistás helyezés | Slágerlistás helyezés | Minősítések                                      | Eladott példányszám                        |
| Cím | Részletek                                                                                             | FRA                   | BEL (Fl)              | BEL (Wa)              | GER                   | SWI                   | Minősítések                                      | Eladott példányszám                        |
| --- | --- | --------------------- | --------------------- | --------------------- | --------------------- | --------------------- | ------------------------------------------------ | ------------------------------------------ |
| Chambre 12 | - Megjelent: 2015. március 2. - Formátum: CD, Zeneletöltés, LP - Kiadó: Fontana, Mercury, Universal   | 1                     | 92                    | 1                     | 22                    | 6                     | - BEA: Platina - IFPI SWI: Arany - SNEP: Gyémánt | - BEL: 20,000 - FRA: 969,500 - SWI: 7,500  |
| Louane | - Megjelent: 2017. november 10. - Formátum: CD, Zeneletöltés, LP - Kiadó: Fontana, Mercury, Universal | 1                     | 61                    | 2                     | 53                    | 4                     | 1                                                | - BEA: Gold - SNEP: Diamond - FRA: 500,000 |
| Joie de vivre                                                                                                   | - Megjelent: 2020. október 23. - Formátum: CD, Zeneletöltés, LP - Kiadó: Fontana, Mercury, Universal  | 6                     | 135                   | 6                     | 92                    | 9                     | 4                                                | - SNEP: Platinum                           |
| Sentiments | - Megjelent: 2022. december 9. - Formátum: CD, Zeneletöltés, LP - Kiadó: Fontana, Mercury, Universal  | 9                     | —                     | 18                    | —                     | 24                    | 4                                                | - SNEP: Platinum                           |
| Solo | - Megjelent: 2024. október 25. - Formátum: CD, Zeneletöltés, LP - Kiadó: Fontana, Mercury, Universal  | 8                     | —                     | 21                    | —                     | 61                    | —                                                |                                            |
| "—" azokat a felvételeket jelöli, amelyek nem kerültek slágerlistára, vagy nem jelentek meg az adott területen. | |                       |                       |                       |                       |                       |                                                  |                                            |

### Kislemezek
| Un homme heureux                                                          | 2013 | 126 | — | — | —  | — | —  | —  | — |                                            | Nem jelent meg albumon |
| Quelqu'un m'a dit                                                         | 2013 | 146 | — | — | —  | — | —  | —  | — |                                            | Nem jelent meg albumon |
| Imagine                                                                   | 2013 | 160 | — | — | —  | — | —  | —  | — |                                            | Nem jelent meg albumon |
| Jour 1                                                                    | 2014 | 6   | — | — | 2  | — | —  | 49 | 6 | - BEA: Arany - SNEP: Arany                 | Chambre 12             |
| Avenir                                                                    | 2014 | 1   | 4 | — | 5  | 3 | 18 | 42 | 5 | - BEA: Arany - BVMI: Platina - SNEP: Arany | Chambre 12             |
| Jeune (j'ai envie)                                                        | 2015 | 134 | — | — | —  | — | —  | —  | — |                                            | Chambre 12             |
| Nos secrets                                                               | 2015 | 43  | — | — | 6  | — | —  | —  | — |                                            | Chambre 12             |
| Maman                                                                     | 2015 | 18  | — | — | 11 | — | —  | —  | — |                                            | Chambre 12             |
| Tourne                                                                    | 2016 | —   | — | — | 22 | — | —  | —  | — |                                            | Chambre 12             |
| On était beau                                                             | 2017 | 9   | — | — | —  | — | —  | —  | 9 | - SNEP: Gyémánt                            | Louane                 |
| Si t'étais là                                                             | 38   | —   | — | 3 | —  | — | 49 | 2  |   | - SNEP: Gyémánt                            | Louane                 |
| Immobile                                                                  | 2018 | 92  | — | — | 22 | — | —  | —  | — |                                            | Louane                 |
| No                                                                        | 2018 | 88  | — | — | 26 | — | —  | —  | — | - SNEP: Arany                              | Louane                 |
| Midi sur novembre (Julien Doré közrműködésében)                           | 2018 | 85  | — | — | 9  | — | —  | —  | — |                                            | Louane                 |
| Donne-moi ton cœur                                                        | 2020 | 73  | — | — | 8  | — | —  | —  | 8 | - SNEP: Arany                              | Joie de vivre          |
| Peut-être                                                                 | 2020 | —   | — | — | —  | — | —  | —  | — |                                            | Joie de vivre          |
| Désolée                                                                   | 2020 | —   | — | — | 36 | — | —  | —  | — |                                            | Joie de vivre          |
| Aimer à mort                                                              | 2021 | 78  | — | — | 41 | — | —  | —  | — | - SNEP: Platina                            | Joie de vivre          |
| Game Girl                                                                 | 2021 | —   | — | — | —  | — | —  | —  | — |                                            | Pokémon 25: The Album  |
| Secret                                                                    | 2022 | 7   | — | — | 30 | — | —  | —  | — | - SNEP: Diamond                            | Sentiments             |
| Pardonne-moi                                                              | 2023 | 50  | — | — | 3  | — | —  | —  | — | - BEA: Arany - SNEP: Platina               | Sentiments heureux     |
| Les étoiles                                                               | 2024 | 110 | — | — | 29 | — | —  | —  | — | - SNEP: Arany                              | Sentiments heureux     |
| La pluie                                                                  | 2024 | 72  | — | — | 16 | — | —  | —  | — | - SNEP: Arany                              | Solo                   |
| Maman                                                                     | 2025 | —   | — | — | —  | — | —  | —  | — |                                            | Solo                   |
| "—" jelzi, ha a dal az adott országban nem ért el slágerlistás helyezést. |      |     |   |   |    |   |    |    |   |                                            |                        |

### Egyéb
| Je vole                                                                   | 2014 | 2          | 15 | —  | 73 | —  | - SNEP: Arany   | A Bélier család                  |
| Je vais t'aimer                                                           | 2014 | 36         | —  | —  | —  | —  |                 | A Bélier család                  |
| En chantant                                                               | 2014 | 83         | —  | —  | —  | —  |                 | A Bélier család                  |
| Rester seule                                                              | 2015 | 181        | —  | —  | —  | —  |                 | Chambre 12                       |
| Le chasseur                                                               | 2016 | 89         | —  | —  | —  | —  |                 | J'étais un ange – Michel Delpech |
| It Won't Kill Ya (Közreműködés a The Chainsmokers-szel)                   | 2017 | 70         | —  | 84 | —  | 24 |                 | Memories...Do Not Open           |
| Derrière le brouillard (Közreműködés a Grand Corps Malade-dal)            | 2020 | 42         | —  | —  | —  | —  | - SNEP: Gyémánt | Mesdames                         |
| Tissues (Közreműködés Yungbluddal)                                        | 2022 | 40 (rádió) | —  | —  | —  | —  |                 | Yungblud                         |
| "—" jelzi, ha a dal az adott országban nem ért el slágerlistás helyezést. |      |            |    |    |    |    |                 |                                  |

## Díjak és kitüntetések
| Év   | Díj          | Kategória                       | Film            | Eredmény |
| ---- | ------------ | ------------------------------- | --------------- | -------- |
| 2015 | Lumières-díj | legígéretesebb színésznő        | A Bélier család | Elnyerte |
| 2015 | César-díj    | legígéretesebb fiatal színésznő | A Bélier család | Elnyerte |

## Fordítás
- Ez a szócikk részben vagy egészben  a   Louane (singer) című angol Wikipédia-szócikk fordításán alapul.  Az eredeti cikk szerkesztőit annak laptörténete sorolja fel. Ez a jelzés csupán a megfogalmazás eredetét és a szerzői jogokat jelzi, nem szolgál a cikkben szereplő információk forrásmegjelöléseként.